# Wilk morski
Wilk morski (ang. The Sea-Wolf) – powieść Jacka Londona z 1904 roku.

## Treść
Młody literat, zarabiający na życie pracą umysłową, na skutek katastrofy promu, którym podróżuje, trafia na pokład statku łowców fok. Kapitanem szkunera jest okrutny kapitan Wilk Larsen, któremu akurat ubył jeden członek załogi. 